# 天賜城
天賜城位於重慶市巫山縣龍溪鎮天城村，文物遺址年代為南宋，2009年12月15日列為第二批重慶市文物保護單位。